# 1.ª etapa del Tour de Francia 2022
La 1.ª etapa del Tour de Francia 2022 tuvo lugar el 1 de julio de 2022 y consistió en una contrarreloj individual en la ciudad de Copenhague en Dinamarca sobre un recorrido de 13,2 km. El vencedor y primer líder de la prueba fue el belga Yves Lampaert del Quick-Step Alpha Vinyl.

## Clasificación de la etapa
| Copenhague - Copenhague | contrarreloj individual | (13,2 km) |

| \| Clasificación de la etapa \| Clasificación de la etapa \| Clasificación de la etapa \| Clasificación de la etapa \| Clasificación de la etapa \| \| Ciclista \| Ciclista \| Equipo \| Tiempo \| \| \| ------------------------- \| ------------------------- \| ------------------------- \| ------------------------- \| ------------------------- \| \| 1.º \| Yves Lampaert \| Quick-Step Alpha Vinyl \| 15 min 17 s \| \| \| 2.º \| Wout van Aert \| Jumbo-Visma \| + 5 s \| \| \| 3.º \| Tadej Pogačar \| UAE Team Emirates \| + 7 s \| \| \| 4.º \| Filippo Ganna \| Ineos Grenadiers \| + 10 s \| \| \| 5.º \| Mathieu van der Poel \| Alpecin-Deceuninck \| + 13 s \| \| \| 6.º \| Mads Pedersen \| Trek-Segafredo \| + 15 s \| \| \| 7.º \| Jonas Vingegaard \| Jumbo-Visma \| + 15 s \| \| \| 8.º \| Primož Roglič \| Jumbo-Visma \| + 16 s \| \| \| 9.º \| Bauke Mollema \| Trek-Segafredo \| + 17 s \| \| \| 10.º \| Dylan Teuns \| Bahrain Victorious \| + 20 s \| \| |                      |                        |             |
| |                      |                        |             |
| Fuente: ProCyclingStats |                      |                        |             |
| Clasificación de la etapa |                      |                        |             |
| Ciclista | Ciclista             | Equipo                 | Tiempo      |
| 1.º | Yves Lampaert        | Quick-Step Alpha Vinyl | 15 min 17 s |
| 2.º | Wout van Aert        | Jumbo-Visma            | + 5 s       |
| 3.º | Tadej Pogačar        | UAE Team Emirates      | + 7 s       |
| 4.º | Filippo Ganna        | Ineos Grenadiers       | + 10 s      |
| 5.º | Mathieu van der Poel | Alpecin-Deceuninck     | + 13 s      |
| 6.º | Mads Pedersen        | Trek-Segafredo         | + 15 s      |
| 7.º | Jonas Vingegaard     | Jumbo-Visma            | + 15 s      |
| 8.º | Primož Roglič        | Jumbo-Visma            | + 16 s      |
| 9.º | Bauke Mollema        | Trek-Segafredo         | + 17 s      |
| 10.º | Dylan Teuns          | Bahrain Victorious     | + 20 s      |

## Clasificaciones al final de la etapa

### Clasificación general(Maillot Jaune)
| \| Clasificación general \| Clasificación general \| Clasificación general \| Clasificación general \| Clasificación general \| \| Ciclista \| Ciclista \| Equipo \| Tiempo \| \| \| --------------------- \| --------------------- \| ---------------------- \| --------------------- \| --------------------- \| \| 1.º \| Yves Lampaert \| Quick-Step Alpha Vinyl \| 15 min 17 s \| \| \| 2.º \| Wout van Aert \| Jumbo-Visma \| + 5 s \| \| \| 3.º \| Tadej Pogačar \| UAE Team Emirates \| + 7 s \| \| \| 4.º \| Filippo Ganna \| Ineos Grenadiers \| + 10 s \| \| \| 5.º \| Mathieu van der Poel \| Alpecin-Deceuninck \| + 13 s \| \| \| 6.º \| Mads Pedersen \| Trek-Segafredo \| + 15 s \| \| \| 7.º \| Jonas Vingegaard \| Jumbo-Visma \| + 15 s \| \| \| 8.º \| Primož Roglič \| Jumbo-Visma \| + 16 s \| \| \| 9.º \| Bauke Mollema \| Trek-Segafredo \| + 17 s \| \| \| 10.º \| Dylan Teuns \| Bahrain Victorious \| + 20 s \| \| |                      |                        |             |
| |                      |                        |             |
| Fuente: ProCyclingStats |                      |                        |             |
| Clasificación general |                      |                        |             |
| Ciclista | Ciclista             | Equipo                 | Tiempo      |
| 1.º | Yves Lampaert        | Quick-Step Alpha Vinyl | 15 min 17 s |
| 2.º | Wout van Aert        | Jumbo-Visma            | + 5 s       |
| 3.º | Tadej Pogačar        | UAE Team Emirates      | + 7 s       |
| 4.º | Filippo Ganna        | Ineos Grenadiers       | + 10 s      |
| 5.º | Mathieu van der Poel | Alpecin-Deceuninck     | + 13 s      |
| 6.º | Mads Pedersen        | Trek-Segafredo         | + 15 s      |
| 7.º | Jonas Vingegaard     | Jumbo-Visma            | + 15 s      |
| 8.º | Primož Roglič        | Jumbo-Visma            | + 16 s      |
| 9.º | Bauke Mollema        | Trek-Segafredo         | + 17 s      |
| 10.º | Dylan Teuns          | Bahrain Victorious     | + 20 s      |

### Clasificación por puntos(Maillot Vert)
| Clasificación por puntos | Clasificación por puntos | Clasificación por puntos | Clasificación por puntos | Clasificación por puntos |
| Ciclista                 | Ciclista                 | Equipo                   | Puntos                   |                          |
| ------------------------ | ------------------------ | ------------------------ | ------------------------ | ------------------------ |
| 1.º                      | Yves Lampaert            | Quick-Step Alpha Vinyl   | 20 pts                   |                          |
| 2.º                      | Wout van Aert            | Jumbo-Visma              | 17 pts                   |                          |
| 3.º                      | Tadej Pogačar            | UAE Team Emirates        | 15 pts                   |                          |
| 4.º                      | Filippo Ganna            | Ineos Grenadiers         | 13 pts                   |                          |
| 5.º                      | Mathieu van der Poel     | Alpecin-Deceuninck       | 11 pts                   |                          |
| 6.º                      | Mads Pedersen            | Trek-Segafredo           | 10 pts                   |                          |
| 7.º                      | Jonas Vingegaard         | Jumbo-Visma              | 9 pts                    |                          |
| 8.º                      | Primož Roglič            | Jumbo-Visma              | 8 pts                    |                          |
| 9.º                      | Bauke Mollema            | Trek-Segafredo           | 7 pts                    |                          |
| 10.º                     | Dylan Teuns              | Bahrain Victorious       | 6 pts                    |                          |

### Clasificación del mejor joven(Maillot Blanc)
| Clasificación del mejor joven | Clasificación del mejor joven | Clasificación del mejor joven | Clasificación del mejor joven | Clasificación del mejor joven |
| Ciclista                      | Ciclista                      | Equipo                        | Tiempo                        |                               |
| ----------------------------- | ----------------------------- | ----------------------------- | ----------------------------- | ----------------------------- |
| 1.º                           | Tadej Pogačar                 | UAE Team Emirates             |                               |                               |
| 2.º                           | Thomas Pidcock                | Ineos Grenadiers              | + 17 s                        |                               |
| 3.º                           | Florian Vermeersch            | Lotto-Soudal                  | + 26 s                        |                               |
| 4.º                           | Brandon McNulty               | UAE Team Emirates             | + 36 s                        |                               |
| 5.º                           | Nils Eekhoff                  | Team DSM                      | + 40 s                        |                               |
| 6.º                           | Matteo Jorgenson              | Movistar Team                 | + 41 s                        |                               |
| 7.º                           | Fred Wright                   | Bahrain Victorious            | + 42 s                        |                               |
| 8.º                           | Andrea Bagioli                | Quick-Step Alpha Vinyl        | + 45 s                        |                               |
| 9.º                           | Quinn Simmons                 | Trek-Segafredo                | + 47 s                        |                               |
| 10.º                          | Jonas Rutsch                  | EF Education-EasyPost         | + 48 s                        |                               |

### Clasificación por equipos(Classement par Équipe)
| Clasificación por equipos | Clasificación por equipos | Clasificación por equipos | Clasificación por equipos |
| Equipo                    | Equipo                    | Tiempo                    |                           |
| ------------------------- | ------------------------- | ------------------------- | ------------------------- |
| 1.º                       | Jumbo-Visma               | 46 min 27 s               |                           |
| 2.º                       | Ineos Grenadiers          | + 21 s                    |                           |
| 3.º                       | Trek-Segafredo            | + 37 s                    |                           |
| 4.º                       | Quick-Step Alpha Vinyl    | + 42 s                    |                           |
| 5.º                       | Bahrain Victorious        | + 52 s                    |                           |
| 6.º                       | Bora-Hansgrohe            | + 57 s                    |                           |
| 7.º                       | UAE Team Emirates         | + 1 min 20 s              |                           |
| 8.º                       | EF Education-EasyPost     | + 1 min 22 s              |                           |
| 9.º                       | Cofidis                   | + 1 min 24 s              |                           |
| 10.º                      | BikeExchange-Jayco        | + 1 min 35 s              |                           |

## Abandonos
Ninguno.